# Rocquigny (Aisne)
Rocquigny ist eine französische Gemeinde mit 364 Einwohnern (Stand: 1. Januar 2022) im Département Aisne in der Region Hauts-de-France (vor 2016: Picardie). Sie gehört zum Arrondissement Vervins, zum Kanton Vervins und zum Gemeindeverband Thiérache du Centre.

## Geographie
Die Gemeinde Rocquigny liegt am Nordrand der Landschaft Thiérache am Fluss Helpe Mineure an der Grenze zum Département Nord, zwölf Kilometer nordwestlich der Stadt Hirson. Nachbargemeinden von Rocquigny sind Étrœungt im Norden, Féron im Nordosten, Wignehies im Osten, Clairfontaine im Süden sowie La Flamengrie im Westen.

## Geschichte
Auf dem Territorium von Rocquigny befand sich bis 1657 die alte Zisterzienserinnenabtei Montreuil-les-Dames.

### Bevölkerungsentwicklung
| Jahr                       | 1962 | 1968 | 1975 | 1982 | 1990 | 1999 | 2006 | 2016 | 2022 |
| Einwohner                  | 431  | 438  | 426  | 407  | 424  | 392  | 395  | 359  | 364  |
| Quellen: Cassini und INSEE |      |      |      |      |      |      |      |      |      |

## Sehenswürdigkeiten

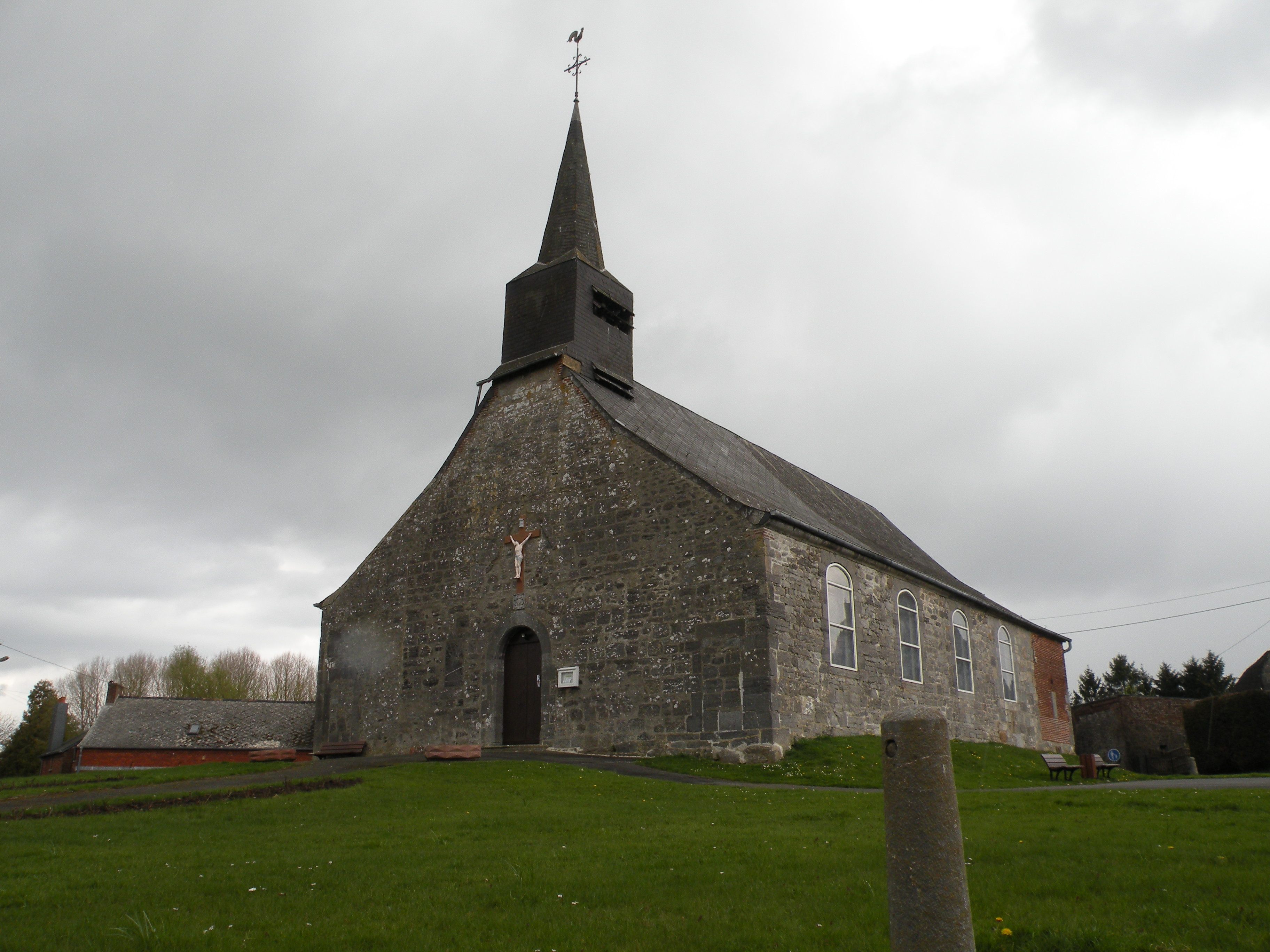
Kirche Sainte-Geneviève
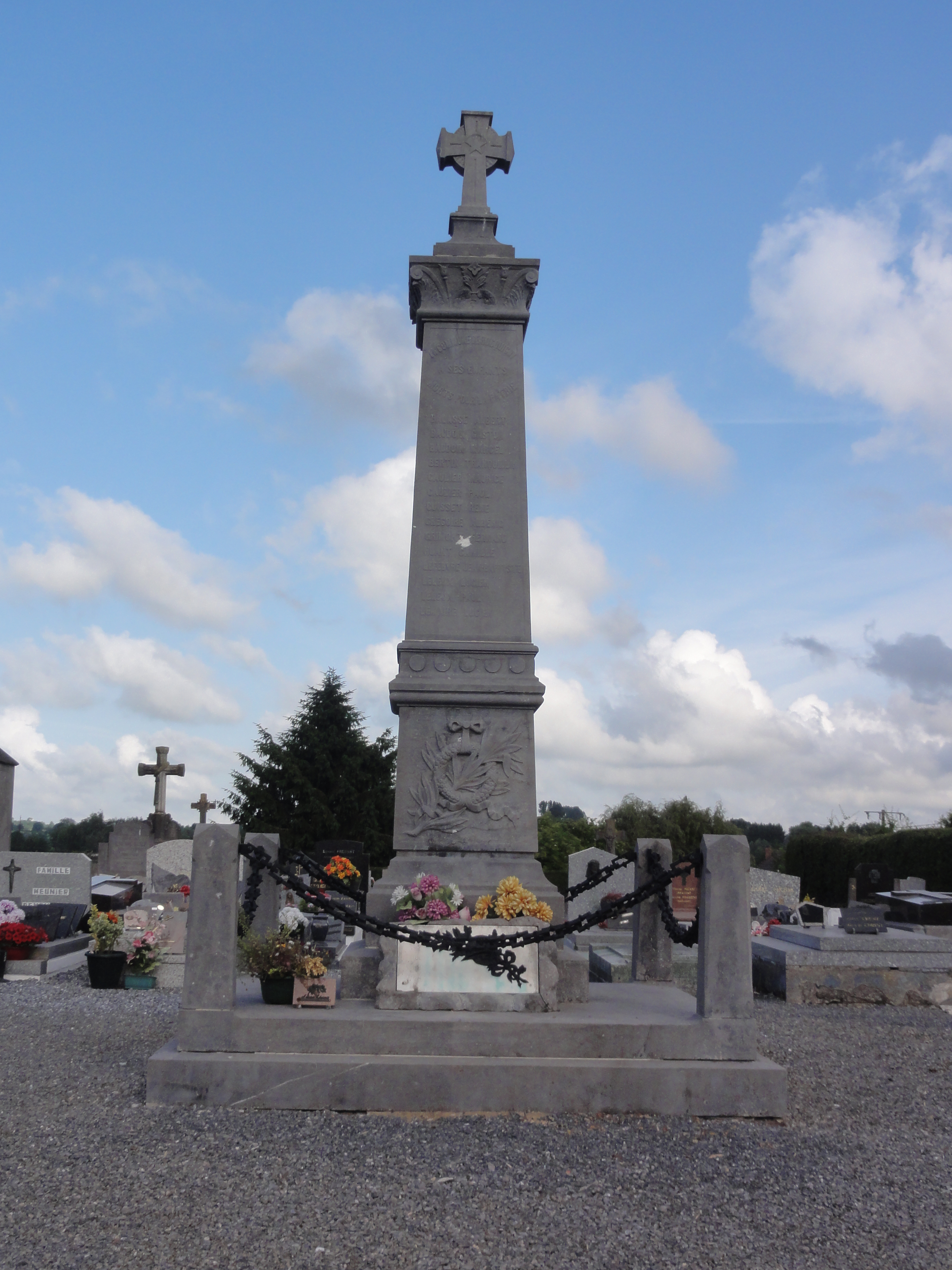
Gefallenendenkmal

- Kirche Sainte-Geneviève
- Gefallenendenkmal